# Ciríaco (monge)
Ciríaco (em grego medieval: Κυριακός; romaniz.: Kyriakós) foi um monge bizantino do século X.

## Vida
Viveu entre cerca do vigésimo e quinquagésimo ano do século X. Foi frequentemente admoestado por Miguel Maleíno e decidiu assassiná-lo à noite. Quando ficou com uma espada em frente aos aposentos de Miguel, ele viu o santo de pé no fogo e orando. Ciríaco lamentou suas intenções, mas como, como Miguel previu, 40 dias depois.